# Odprto prvenstvo Anglije 2001
Odprto prvenstvo Anglije 2001 je teniški turnir za Grand Slam, ki je med 25. junijem in 9. julijem 2001 potekal v Londonu.

## Moški posamično
Goran Ivanišević :  Patrick Rafter 6-3 3-6 6-3 2-6 9-7

## Ženske posamično
Venus Williams :  Justine Henin 6-1 3-6 6-0

## Moške dvojice
Don Johnson /  Jared Palmer :  Jiří Novák /  David Rikl 6-4 4-6 6-3 7-6(8-6)

## Ženske  dvojice
Lisa Raymond /  Rennae Stubbs :  Kim Clijsters /  Ai Sugijama 6-4 6-3

## Mešane dvojice
Lukas Friedl /  Daniela Hantuchova :  Mike Bryan /  Liezel Huber 4-6 6-3 6-2